# Familienrekonstitution
Eine Familienrekonstitution ist die familienweise Zusammenstellung (Eltern und ihre Kinder, also in Kernfamilien) von Daten aus Kirchenbüchern und anderen historischen Quellen.
Familienrekonstitution ist ein aus Frankreich und England in die Bevölkerungsgeschichte eingedrungener Begriff, der eine Entsprechung für die familienweise Kirchenbuchverkartung im deutschen Sprachraum ist, die einen wichtigen Arbeitsschritt auf dem Wege zu einem Ortsfamilienbuch darstellt.